# Isthmohyla tica
Isthmohyla tica is een kikker uit de familie boomkikkers (Hylidae). De soort werd voor het eerst wetenschappelijk beschreven door Starrett in 1966. Oorspronkelijk werd de wetenschappelijke naam Hyla tica gebruikt.
De soort komt voor in Midden-Amerika en wordt met uitsterven bedreigd, onder meer door chytridiomycose. De Starrett-boomkikker is momenteel door de IUCN als kritiek geclassificeerd.
De Cordilleras de Tilarán, Central en Talamanca in Costa Rica en westelijk Panama van 1100 tot 1650 meter hoogte vormden het verspreidingsgebied van de Starrett-boomkikker. Nadat de aantallen dusdanig waren afgenomen dat de Starrett-boomkikker als mogelijk uitgestorven werd beschouwd, werden in 2010 meerdere restpopulaties ontdekt. In Costa Rica werd de Starrett-boomkikker gevonden in Monteverde en op de flanken van de vulkanen Barva in Parque Nacional Braulio Carrillo en Poás in het gelijknamige nationale park. In Panama werd de soort weer waargenomen in bosgebieden rondom de Río Changena bij Cerro Pando in Parque Internacional La Amistad en de Río Hacha in de Cerro Colorado. Nieuwe restpopulaties volgden in 2018 bij Cerro Totumas en 2019 in Parque Nacional Volcán Barú.